# Arabisches Hohes Komitee
Das Arabische Hohe Komitee (englisch Arab Higher Committee, arabisch اللجنة العربية العليا, DMG al-Laǧna al-ʿArabiyya al-ʿUlyā) war ein zentrales politisches Organ der Araber im britischen Mandatsgebiet Palästina. Es wurde am 25. April 1936 auf Initiative von Mohammed Amin al-Husseini, dem Mufti von Jerusalem, als arabisches Einheitskomitee gegründet. Nach dem 1920 gegründeten Arabischen Exekutivkomitee und dem 1921 gegründeten Obersten Islamischen Rat war das Arabische Hohe Komitee das dritte bedeutende Gremium der arabischen Bevölkerung Palästinas vor 1948.

## Bedeutung
Der Arabische Aufstand von 1936–1939 traf die arabische Elite in Palästina unvorbereitet. Um nicht ganz die Kontrolle zu verlieren, gründeten die sonst rivalisierenden Eliten das Arabische Hohe Komitee. Am 15. Mai 1936 rief es dazu auf, keine Steuern an die Briten zu zahlen, in Generalstreik zu treten, sowie die jüdische Einwanderung zu beenden. Am 1. Oktober 1937 wurde das Komitee von der britischen Mandatsmacht verboten, nachdem am 26. September 1937 Lewis Yelland Andrews, der für den Distrikt Galiläa, einer der Distrikte im Mandatsgebiet, zuständige Mandatsbeamte, von Anhängern von al-Qassam ermordet worden war. Drei Mitglieder des Komitees wurden verhaftet und auf die Seychellen deportiert. Am 18. Mai 1939 formulierte das Hohe Komitee in einer schriftlichen Erklärung seine Zurückweisung des britischen Weißbuchs von 1939, in dem die Anzahl jüdischer Einwanderer nach Palästina festgelegt wurde.
Ein Komitee mit dem gleichen Namen wurde im November 1945 von der Arabischen Liga geschaffen. Die Arabische Liga versuchte dabei auch die politische Opposition gegen Husseini innerhalb der palästinensischen Gesellschaft daran zu beteiligen. Husseinis Versuche diese aus dem Komitee zu drängen führten zur Selbstauflösung des Komitees und der Gründung der Arabischen Hohen Front als Konkurrenzorganisation. Im Juni 1946 kam es auf Drängen der Arabischen Liga zur Gründung der Arabischen Hochexekutive. Dieses Organ hatte dieselbe Aufgabe wie das Hohe Komitee und befand sich personell fest in der Hand Husseinis und seines Clans. Im Juni 1947 wurde dieses Organ wieder in Arabisches Hohes Komitee umbenannt, womit Husseini sein Ziel erreicht hatte das Hochkomitee ganz unter seine Kontrolle zu bringen.
In der internationalen Debatte um die Zukunft des Mandatsgebiets Palästina versuchten Vertreter des Hohen Komitees durch Drohungen mit Heiligem Krieg die Schaffung eines jüdischen Staates zu verhindern.
Zwischen 1946 und 1947 baute die Organisation ein dichtes Netzwerk aus Funktionären und Nationalkomitees auf. Deren Wirken im Palästinakrieg blieb allerdings gering. Die Mehrzahl der Funktionäre floh aus dem Land. Infolgedessen blieben auch die Versuche die Flucht der Palästinenser per Dekret aufzuhalten wirkungslos. Ebenso zeigten Versuche Geld und Kriegsmaterial zu sammeln nur eine sehr begrenzte Wirkung. Der Nachrichtendienst der Haganah beschrieb die mangelnde Effizienz der Organisation als Chaos.
Am 22. September 1948 proklamierte das Hohe Komitee eine palästinensische Regierung unter Führung Husseinis mit Sitz in Gaza. Diese wurde aber durch den verlorenen Krieg und die nachfolgende Annexion des Gazastreifens durch Ägypten bedeutungslos.